# Cerro del Horcón
Cerro del Horcón är en ort i Mexiko.   Den ligger i kommunen Las Choapas och delstaten Veracruz, i den sydöstra delen av landet, 600 km öster om huvudstaden Mexico City. Cerro del Horcón ligger 209 meter över havet och antalet invånare är 216.
Terrängen runt Cerro del Horcón är kuperad. Runt Cerro del Horcón är det ganska glesbefolkat, med 39 invånare per kvadratkilometer. Närmaste större samhälle är Licenciado Luis Echeverría Álvarez, 7,3 km sydost om Cerro del Horcón. I omgivningarna runt Cerro del Horcón växer huvudsakligen savannskog.